# Hyperolius occidentalis
Hyperolius occidentalis là một loài ếch thuộc họ Hyperoliidae.
Loài này có ở Gambia, Guinea, Guinea-Bissau, Senegal, và Sierra Leone.
Môi trường sống tự nhiên của chúng là rừng khô nhiệt đới hoặc cận nhiệt đới, xavan ẩm, đầm nước ngọt, đầm nước ngọt có nước theo mùa, vườn nông thôn, rừng trước đây suy thoái nghiêm trọng, đất có tưới tiêu, và đất nông nghiệp có lụt theo mùa.